# Figlio della luna
Figlio della luna è un album del 1989 del gruppo spagnolo dei Mecano, pubblicato specificatamente per l'Italia: contiene brani già famosi del gruppo ri-registrati in italiano.
Due brani, Croce di lame e Figlio della luna (in originale rispettivamente Cruz de navajas e Hijo de la luna), provengono dall'album Entre el cielo y el suelo, mentre tutti gli altri sono presi da Descanso dominical.

## Tracce
I titoli dei brani originali sono tra parentesi quadre.
Le traduzioni dei testi sono ad opera di Marco Luberti.
1. Figlio della luna [Hijo de la luna] (José María Cano) 4:18
2. La forza del destino [La fuerza del destino] (Nacho Cano) 5:10
3. Croce di lame [Cruz de navajas] (José María Cano) 5:06
4. Uno di quegli amanti [Los amantes] (Nacho Cano) 2:51
5. Fermati a Madrid [Quédate en Madrid] (José María Cano) 2:17
6. Vado a Nuova York [No hay marcha en Nueva York] (José María Cano) 4:16
7. Per lei contro di lei [Mujer contra mujer] (José María Cano) 4:05
8. Il cinema [El cine] (Nacho Cano) 4:18
9. Un anno di più [Un año más] (Nacho Cano) 4:29
10. Por la cara (strumentale) (Nacho Cano) 3:06

## Singoli
- Figlio della luna (20/02/1989).

Lato B: Un anno di più.
- Figlio della luna (maxi singolo, 20/02/1989). Una sola canzone.
- Croce di lame (??/??/1989).

Lato B: Cruz de navajas.